# Dante Voglino
Dante Voglino (Montegrosso d'Asti, 9 maggio 1925 – 5 dicembre 2001) è stato un calciatore italiano, di ruolo centrocampista.

## Carriera
Cresciuto nel Torino, debutta in Serie B nella stagione 1946-1947 con la Carrarese, prestato dalla formazione granata. Con gli apuani disputa 52 gare in due stagioni.
Nel 1948 passa al Messina, con cui raggiunge la promozione in Serie B al termine del campionato 1949-1950 e disputa i successivi tre campionati cadetti totalizzando 53 presenze.
Dopo un anno alla Pro Patria, passa infine alla Sanremese, dove gioca per tre anni in Serie C. Lasciati i matuziani, nel 1957 si trasferisce al Cuneo.

## Palmarès

### Club

#### Competizioni nazionali
- Serie C: 1

Messina: 1949-1950